# Direct Stream Digital

DSD-Logo

Vergleich von PCM und DSD

DSD (Direct Stream Digital) ist eine Methode der digitalen Audiosignalspeicherung, die auf dem Prinzip der Pulsdichtemodulation beruht. DSD ist zudem eine eingetragene Marke der Sony Corporation.
Angewendet wird das DSD-Verfahren hauptsächlich bei der Super-Audio-CD (SACD). Gespeichert wird dabei der direkte Datenstrom eines Delta-Sigma-Modulators (genauer das Ausgangssignal der Rückkopplungsschleife des Modulators), der mit 2,8224 MHz arbeitet; das entspricht dem 64-fachen (DSD64) der Abtastrate von 44,1 kHz, die auch bei der Audio-CD (Red-Book-CDDA) verwendet wird, welche mit linearer 16-bit-Puls-Code-Modulation (PCM) arbeitet. Höher auflösende DSD-Versionen verwenden eine bis zu 1024-fache Abtastung (DSD128, DSD256, DSD512, DSD1024).
Grundsätzlich lässt sich ein DSD-Datenstrom auf jedem beliebigen digitalen Speichermedium ausreichender Größe speichern. Entsprechende Dateien können von Musik-Download-Portalen bezogen werden.

## Funktion
Der durch die Delta-Sigma-Modulation gewonnene 1-Bit-Datenstrom wird direkt aufgezeichnet, statt ihn – wie in klassischen Analog-Digital-Umsetzern üblich – intern zu dezimieren und mit geringerer Rate als Datenwort mit 16 bis 24 Bit Breite als PCM auszugeben. Durch die Überabtastung sind die gespeicherten Audioinformationen technisch präziser als auf PCM mit 44,1 oder 88,2 kHz heruntergerechnete Daten, da noch keine Diskretisierung auf diese Abtastrate erfolgt. Bei der Digital-Analog-Wandlung werden keine steilflankigen Interpolations- bzw. Anti-Aliasing-Filter benötigt, die bei PCM dazu verwendet werden, Frequenzen oberhalb 20 kHz abzutrennen.
Stattdessen kann das DSD-Format direkt ausgegeben werden, weil das entstehende Oberwellenspektrum weit im unhörbaren Bereich liegt. Durch die grundsätzlich geringe Dynamik eines Sigma-Delta-Analog-Digital-Wandlers mit nur einem Bit als Quantisierungsstufe entsteht zwar ein enormes Wandlungsrauschen, das aber durch den Effekt des Noise Shaping in den hochfrequenten Bereich verschoben ist. Bildlich lässt sich das Signal so begreifen, dass durch rasches Wechseln von Plus und Minus an einem Lautsprecher mit unterschiedlich langen Vorwärts-Rückwärtsphasen letztlich der Verlauf des Tonsignals nachgebildet wird. Durch das real aber immer vorhandene Tiefpassverhalten des Wiedergabesystems und besonders das der Lautsprechermembranen erfolgt eine Bandbegrenzung. Weiter spielen auch die Trägheit der Luft und des Gehörs eine Rolle, welche die Wellen zunehmend stark dämpfen, sodass letztlich nur das gewünschte Audiospektrum wahrnehmbar ist.

## Kritik
Vor- und Nachteile von DSD wurden in der Fachwelt zu Beginn des Jahrtausends kontrovers diskutiert. Einige Wissenschaftler kritisierten es als „ungeeignet für Hochqualitätsanwendungen“ oder „völlig unpassend für hochauflösendes Audio“, andere hingegen verteidigten die Technologie. Ein Konsens hat sich in der Wissenschaft bisher nicht gebildet.
Es ist umstritten, ob die von Entwicklern und Anwendern behauptete Klangverbesserung von DSD gegenüber PCM tatsächlich existiert. In einer Studie der Hochschule für Musik Detmold konnten die Teilnehmer bei entsprechenden Blindtests keine statistisch relevanten Unterschiede zwischen den Datenformaten hören. Die Autoren der Studie ziehen das Fazit, „dass selbst mit hochwertigstem Equipment unter optimalen Abhörbedingungen und unterschiedlichsten Hörfokussierungen bzw. Hörerfahrungen der Probanden in der Regel keine signifikanten Unterschiede zwischen DSD und High Resolution PCM (24 Bit/176,4 kHz) hörbar sind, sich demzufolge die These aufstellen ließe, dass sich keines der getesteten Systeme durch klangliche Eigenschaften hervorhebt“, und verweisen auf „das hohe Maß an Frustration, das viele Probanden, die in der Mehrzahl professionelles und kritisch-analytisches Hören gewohnt waren, während der Durchführung der Tests empfanden und das sie auf für sie nicht annähernd zu erkennende klangliche Unterschiede zurückführten“.
In einer Blindstudie der Tokyo University of the Arts gemeinsam mit TEAC 2014 zeigten sich hingegen hörbare Unterschiede. Der Testaufbau und die Neutralität der Autoren wurden jedoch nachträglich kritisiert, da der verwendete DA-Wandler von TEAC selbst stammte und einseitig auf DSD optimiert sei.
Seit der Entwicklung der SACD in den 1990er-Jahren werden in der Aufnahmetechnik AD-Delta-Sigma-Wandler eingesetzt, von diesen kann das DSD-Signal direkt abgegriffen werden. Im Tonstudio werden zur digitalen Bearbeitung, incl. Effekte und andere Signalbearbeitungen, Digital Audio Workstations benutzt. Eine durchgängig digitale DSD-Verarbeitung von der Aufnahme bis zur fertigen Abmischung ist nicht möglich, da heutige Rechner per Konstruktion eine definierte Wortbreite, z. B. 32 bit, verwenden, was nur ein PCM-Format besitzt.  Bis auf einen Hersteller können 1-Bit-Dateien von diesen deshalb gar nicht verarbeitet werden, das DSD-Signal des Wandler wird dann nicht verwendet, oder der Ausgang am Chip ist teilweise nicht mehr vorhanden. Werden die nativen DSD-Aufnahmen bearbeitet, wird immer erst in PCM und später wieder in DSD konvertiert, wozu in der einzigen, bis heute verwendeten DSD-DAW, das extrem hoch auflösendes PCM-Format DXD verwendet wird. Das Wandeln von DSD in PCM ist verlustfrei möglich, beim Wandeln von PCM in DSD entsteht jedoch verstärktes Quantisierungsrauschen.
Im DSD64-Format ist der Frequenzgang auf etwa 100 kHz ausgeweitet. Der Frequenzbereich oberhalb 20 kHz enthält jedoch kein Nutzsignal, sondern nur das durch Noise Shaping in diesen Bereich verschobene Rauschen, welches bereits bei Frequenzen ab 15 kHz beginnt. Dadurch kann auch der theoretisch mögliche Rauschabstand von 150 dB in der Praxis nicht erreicht werden. Faktisch sind mit modernen Wandlern zwischen 20 und 20.000 Hz nur ca. 120 dB möglich und damit weniger als bei 24-Bit-PCM (144 dB). DSD benötigt daher für einen vergleichbaren Rauschabstand und Frequenzbereich deutlich größere Datenmengen als PCM und ein Vielfaches der Daten, die bei PCM durch verlustfreie Komprimierung z. B. in FLAC möglich sind.

## Wiedergabe am PC
Für foobar2000 existiert ein Plugin, mit dem DSD Audiodateien abgespielt werden können.